# Konstantine Zyrianov
Konstantine Gueorguievitch Zyrianov (en russe : Константин Георгиевич Зырянов), né le 5 octobre 1977 à Perm, est un footballeur russe.

## Biographie
Le 14 mai 2008, lors de la finale de la Coupe UEFA, il inscrit, à la 94e minute, le second des deux buts de son club. Il est révélé par sa technique au sein de l'équipe nationale russe lors du Championnat d'Europe de football 2008 après sa brillante saison au Zénith Saint-Pétersbourg. Lors de cette compétition, il marque l'unique but lors de la victoire russe face à la Grèce au premier tour. 

## Vie privée
Zyrianov fait partie de la minorité komie.
En août 2002, sa femme, Olga,  après avoir pris de l'alcool, s'est jetée de leur appartement au 8e étage en tenant dans ses bras sa fille de 4 ans, Irina. Cette dernière mourut dans l'après-midi, et sa femme un mois plus tard. Son père et son frère étaient décédés deux ans auparavant. 
Il a refait sa vie avec Natalia avec qui il a 2 enfants, Lev, né le 20 septembre 2008 et Polina, née le 9 janvier 2012.

## Statistiques
| Saison                | Club                       | Championnat           | Championnat | Championnat | Coupe(s) nationale(s) | Coupe(s) nationale(s) | Compétition(s) continentale(s) | Compétition(s) continentale(s) | Compétition(s) continentale(s) | Total | Total |
| Saison                | Club                       | Division              | M.          | B.          | M.                    | B.                    | Comp.                          | M.                             | B.                             | M.    | B.    |
| 1995                  | Amkar Perm                 | D4                    | 24          | 8           | -                     | -                     | -                              | -                              | -                              | 24    | 8     |
| 1996                  | Amkar Perm                 | D3                    | 40          | 13          | 1                     | 0                     | -                              | -                              | -                              | 41    | 13    |
| 1997                  | Amkar Perm                 | D3                    | 38          | 4           | 1                     | 1                     | -                              | -                              | -                              | 39    | 5     |
| 1998                  | Amkar Perm                 | D3                    | 33          | 17          | 4                     | 0                     | -                              | -                              | -                              | 37    | 17    |
| 1999                  | Amkar Perm                 | D2                    | 36          | 6           | 2                     | 0                     | -                              | -                              | -                              | 38    | 6     |
| Sous-total            | Sous-total                 | Sous-total            | 171         | 48          | 8                     | 1                     | -                              | -                              | -                              | 179   | 49    |
| 2000                  | Torpedo Moscou             | D1                    | 5           | 3           | 2                     | 1                     | C3                             | 1                              | 0                              | 8     | 4     |
| 2001                  | Torpedo Moscou             | D1                    | 29          | 0           | 2                     | 0                     | C3                             | 2                              | 0                              | 33    | 0     |
| 2002                  | Torpedo Moscou             | D1                    | 15          | 0           | -                     | -                     | -                              | -                              | -                              | 15    | 0     |
| 2003                  | Torpedo Moscou             | D1                    | 26          | 0           | 6                     | 2                     | C3                             | 5                              | 1                              | 37    | 3     |
| 2004                  | Torpedo Moscou             | D1                    | 30          | 2           | 1                     | 0                     | -                              | -                              | -                              | 31    | 2     |
| 2005                  | Torpedo Moscou             | D1                    | 29          | 3           | 6                     | 0                     | -                              | -                              | -                              | 35    | 3     |
| 2006                  | Torpedo Moscou             | D1                    | 30          | 1           | 5                     | 1                     | -                              | -                              | -                              | 35    | 2     |
| Sous-total            | Sous-total                 | Sous-total            | 164         | 9           | 22                    | 4                     | -                              | 8                              | 1                              | 194   | 14    |
| 2007                  | Zénith Saint-Pétersbourg   | D1                    | 27          | 9           | 4                     | 3                     | C3                             | 8                              | 1                              | 39    | 13    |
| 2008                  | Zénith Saint-Pétersbourg   | D1                    | 29          | 7           | 1                     | 0                     | C3+SC+C1                       | 9+1+6                          | 2+0+0                          | 46    | 9     |
| 2009                  | Zénith Saint-Pétersbourg   | D1                    | 30          | 4           | 2                     | 1                     | C3+C3                          | 4+2                            | 0                              | 38    | 5     |
| 2010                  | Zénith Saint-Pétersbourg   | D1                    | 28          | 2           | 3                     | 0                     | C1+C3                          | 4+5                            | 0                              | 40    | 2     |
| 2011-2012             | Zénith Saint-Pétersbourg   | D1                    | 41          | 2           | 6                     | 0                     | C3+C1                          | 3+8                            | 0+1                            | 58    | 3     |
| 2012-2013             | Zénith Saint-Pétersbourg   | D1                    | 27          | 6           | 4                     | 0                     | C1                             | 4                              | 0                              | 35    | 6     |
| 2013-2014             | Zénith Saint-Pétersbourg   | D1                    | 19          | 1           | 2                     | 0                     | C1                             | 8                              | 0                              | 29    | 1     |
| Sous-total            | Sous-total                 | Sous-total            | 201         | 31          | 22                    | 4                     | -                              | 62                             | 4                              | 285   | 39    |
| 2014-2015             | Zénith-2 Saint-Pétersbourg | D3                    | 23          | 6           | -                     | -                     | -                              | -                              | -                              | 23    | 6     |
| 2015-2016             | Zénith-2 Saint-Pétersbourg | D2                    | 33          | 2           | -                     | -                     | -                              | -                              | -                              | 33    | 2     |
| 2016-2017             | Zénith-2 Saint-Pétersbourg | D2                    | 28          | 2           | -                     | -                     | -                              | -                              | -                              | 28    | 2     |
| 2017-2018             | Zénith-2 Saint-Pétersbourg | D2                    | 3           | 0           | -                     | -                     | -                              | -                              | -                              | 3     | 0     |
| Sous-total            | Sous-total                 | Sous-total            | 87          | 10          | -                     | -                     | -                              | -                              | -                              | 87    | 10    |
| Total sur la carrière | Total sur la carrière      | Total sur la carrière | 623         | 98          | 52                    | 9                     | -                              | 70                             | 5                              | 745   | 112   |

## Palmarès

### Avec leZénith Saint-Pétersbourg
- Vainqueur de la Coupe UEFA en 2008
- Vainqueur de la Supercoupe de l'UEFA en 2008
- Champion de Russie en 2007, 2010 et 2012
- Vainqueur de la Coupe de Russie en 2010
- Vainqueur de la Supercoupe de Russie en 2008 et 2011

### Avec laRussie
- Demi-finaliste de l'Euro 2008

### Distinctions individuelles
- Membre de l'équipe-type de l'Euro 2008